# Allongeparyk
En allongeparyk er en paryk, der når ned over skuldrene til brystet. Ordet allonge stammer fra fransk og betyder forlænge. Parykkerne blev mode for mænd på Louis XIII's tid omkring år 1665. Det var en grå-hvid paryk med lokker. Den blev pudret for at gøre den lysere. Den dannede mode, så nogle lod deres hår vokse til allonge-længde.